# Naftne rezerve
Naftne zaloge (rezerve) pomenijo količino nafte, ki jo je s tehničnega in gospodarskega vidika možno pridobiti. Po navadi se da pridobiti nekje 35−60 % nafte, ki se nahaja v nahajališču, odvisno od načina ekstrakcije. Z novejšimi tehnologijami, kot sta npr. hidravlično drobljenje (fracking) in horizontalno vrtanje, se ta delež povečuje. 
Danes se večinoma uporablja "konvencionalna" nafta, ki je sorazmerno dobre kakovosti. Zaloge nekonvencionalne nafte so precej večje; primeri take nafte so super težka in težka nafta, bitumen, nafta iz skrilavca in nafta iz peskov. 
Po podatkih OPEC-a na začetku leta 2013 so največje zaloge (vključno z nekonvencionalno) nafte v Venezueli (20 %), Saudovi Arabiji (18 %), Kanadi (13 %) in Iranu (9 %).
Natančne zaloge je težko točno določiti, ker se nahajajo globoko pod zemljo ali morjem. Velikokrat so zgodnje ocene manjše kot realne − ta fenomen imenujemo  "rast zalog". Veliko držav zaradi različnih razlogov ne poda natančnih podatkov ali pa pretirava s podatki po zalogah. Letno se na svetu porabi okrog 30 milijard sodčkov nafte (4,8 km³ oz. 4,8 milijarde m3)

## Klasifikacije zalog
Zaloge imajo določeno vrednost verjetnosti. Po navadi se delijo na "dokazane" in "nedokazane". Nedokazane zaloge se potem lahko delijo še na "verjetne" in "možne zaloge". Velikokrat se uporabljajo definicije SPE (Society of Petroleum Engineers) in WPC (World Petroleum Council).

### Dokazane zaloge
So rezerve, ki imajo zelo visoko verjetnost najdbe (po navadi vsaj 90 %). Uporablja se termin P90 (90-odstotna verjetnost).
Dokazane rezerve se potem delijo na:
- dokazane z obstoječo infrastruktuo (ang. proven developed - PD), kjer je potrebna minimalna investicija za črpanje

- dokazane brez insfrastruktue (ang. proven undeveloped - PUD), kjer je potrebna velika investicija v črpalno opremo

Do decembra 2009 so naftne družbe lahko svojim investitorjem podale samo podatke o "1P" (proven) dokazananih rezervah. Po januarju 2010 so začeli podajati tudi podatke "2P" (proven and probable), ki vključuje dokazane in verjetne. "3P" (proven + probable + possible) vključuje dokazane, verjetne in možne.

### Nedokazane zaloge
So rezerve, ki niso povsem dokazane. Delijo se na "verjetne" in "možne". Termin "P50" pomeni 50-odstotno verjetnost najdbe, "2P" pa dokazane in verjetne zaloge.

### Strateške rezerve
Veliko držav ima rezerve, ki jih kontrolira vlada zaradi gospodarskih in vojaških razlogov. Po podatkih EIA (Energy Information Administration) je približno 4,1 milijard m3 v strateški rezervi, od tega 1,4 milijarde pod kontrolo vlade. 

## Ocenje rezerve nafte po državah
BBL-sodček
| —     | Država                   | Rezerve 109 sodčkov | Rezerve 109 m3 | Proizvodnja 106 sodčkov/dan | Proizvodnja 103 m3/dan | Razmerje rezerve/proizvodnja 1 v letih |
| ----- | ------------------------ | ------------------- | -------------- | --------------------------- | ---------------------- | -------------------------------------- |
| 1     | Venezuela                | 296,5               | 47,14          | 2,1                         | 330                    | 387                                    |
| 2     | Saudova Arabija          | 265,4               | 42,20          | 8,9                         | 1,410                  | 81                                     |
| 3     | Kanada                   | 175                 | 27,8           | 2,7                         | 430                    | 178                                    |
| 4     | Iran                     | 151,2               | 24,04          | 4,1                         | 650                    | 101                                    |
| 5     | Irak                     | 143,1               | 22,75          | 2,4                         | 380                    | 163                                    |
| 6     | Združeni arabski emirati | 136,7               | 21,73          | 2,4                         | 380                    | 156                                    |
| 7     | Kuvajt                   | 101,5               | 16,14          | 2,3                         | 370                    | 121                                    |
| 8     | Rusija                   | 80                  | 13             | 10                          | 1600                   | 22                                     |
| 9     | Kazakstan                | 49                  | 7,8            | 1,5                         | 240                    | 55                                     |
| 10    | libija                   | 47                  | 7,5            | 1,7                         | 270                    | 76                                     |
| 11    | Nigerija                 | 37                  | 5,9            | 2,5                         | 400                    | 41                                     |
| 12    | Katar                    | 25,41               | 4,040          | 1,1                         | 170                    | 63                                     |
| 13    | Kitajska                 | 20,35               | 3,235          | 4,1                         | 650                    | 14                                     |
| 14    | ZDA                      | 26,8                | 4,26           | 7                           | 1100                   | 10                                     |
| 15    | Angola                   | 13,5                | 2,15           | 1,9                         | 300                    | 19                                     |
| 16    | Alžirija                 | 13,42               | 2,134          | 1,7                         | 270                    | 22                                     |
| 17    | Brazilija                | 13,2                | 2,10           | 2,1                         | 330                    | 17                                     |
|       | Skupaj vseh 17 držav     | 1324                | 210,5          | 56,7                        | 9010                   | 64                                     |
| Note: |                          |                     |                |                             |                        |                                        |

Ocenjeno je, da se je od leta 1850 naprej porabilo v svetovnem merilu okrog 100−135 milijard ton nafte (625−843 milijard sodčkov).